# Freyr Alexandersson
Freyr Alexandersson (Reykjavík, 18 novembre 1982) è un allenatore di calcio ed ex calciatore islandese, di ruolo difensore, tecnico del Brann.

## Carriera

### Giocatore
Dal 2001 al 2007 ha militato nel Leiknir, società con sede nel distretto di Breiðholt della città di Reykjavík, festeggiando con i compagni la promozione in 1. deild karla, secondo livello del campionato nazionale, al termine della stagione 2005. Rimane fino al termine della stagione 2007 quando a 25 anni decide di lasciare il calcio giocato.

### Allenatore
Dalla stagione 2009 diventa responsabile tecnico della sezione di calcio femminile della società polisportiva Knattspyrnufélagið Valur, squadra campione d'Islanda di categoria e che sotto la sua guida si conferma ai vertici dei campionati nazionali, vincendo l'Úrvalsdeild kvenna nel 2009 e 2010, e la Bikar kvenna, la Coppa d'Islanda di categoria, in tutte le edizioni lo vede in panchina, 2009, 2010 e 2011.
Nel 2012 diventa assistente di Kristján Guðmundsson nella formazione del Valur maschile, contribuendo a fine campionato a raggiungere l'ottavo posto e la conseguente salvezza.
Dal 2013 la Federazione calcistica dell'Islanda (Knattspyrnusamband Íslands - KSÍ) lo sceglie come successore di Sigurður Ragnar Eyjólfsson alla guida della nazionale islandese, ruolo che Alexandersson condivide con quello di allenatore della sua vecchia squadra, il Leiknir (maschile), fino al 2015. Mancata la qualificazione al Campionato mondiale femminile di calcio di Canada 2015, non fallisce l'accesso alla fase finale dell'Europeo dei Paesi Bassi 2017, riuscendo nel frattempo a conquistare il terzo posto all'edizione 2016 dell'Algarve Cup.

## Palmarès

### Giocatore

#### Club
- 2. deild karla: 1

Leiknir: 2005

### Allenatore

#### Club
- Campionato islandese: 2

Valur Kvenna: 2009, 2010
- Coppa d'Islanda: 3

Valur Kvenna: 2009, 2010, 2011
- 1. deild karla: 1

Leiknir: 2014
- Reykjavíkurmótið: 1

Leiknir: 2013